# Spodnja Draga
Spodnja Draga – wieś w Słowenii, w gminie Ivančna Gorica. W 2018 roku liczyła 140 mieszkańców.